# Eddisbury (circonscription britannique)
Pour les articles homonymes, voir Eddisbury.

Localisation de la circonscription d'Eddisbury au sein du Cheshire.

Eddisbury est une ancienne circonscription électorale britannique représentée à la Chambre des communes du Parlement britannique. 
Elle couvrait le sud-ouest du comté de Cheshire et devait son nom à l'ancien hundred d'Eddisbury.
Créée en 1885, cette circonscription disparaît en 1950. Elle est recréée sous une nouvelle forme en 1983 avant de disparaître en 2024. Son ancien territoire est en grande partie inclus dans la circonscription de Chester South and Eddisbury et dans celle de Mid Cheshire.

## Liste des députés
- 1885 : Henry James Tollemache (conservateur)
- 1906 : Arthur Lyulph Stanley (libéral)
- 1910 (janvier) : Harry Barnston (conservateur)
- 1929 : Richard John Russell (libéral puis national-libéral)
- 1943 : John Eric Loverseed (Common Wealth puis indépendant puis travailliste)
- 1945 : John Denman Barlow (national-libéral)

- 1983 : Alastair Goodlad (conservateur)
- 1999 : Stephen O'Brien (conservateur)
- 2015 : Antoinette Sandbach (conservatrice, 2015-2019) (indépendante 2019) (libérale-démocrate 2019)
- 2019 : Edward Timpson (conservateur)